# Michelbeuern
| Michelbeuern | Michelbeuern |
| ------------ | ------------ |
| Wappen       | Karte        |
|              |              |

Michelbeuern ist ein Teil des Wiener Gemeindebezirks Alsergrund und wird heute überwiegend durch das Neue Allgemeine Krankenhaus eingenommen.
Im nördliche Teil des Gebiets ist von der Stadt Wien die bauliche Schutzzone Michelbeuern definiert.

## Geschichte

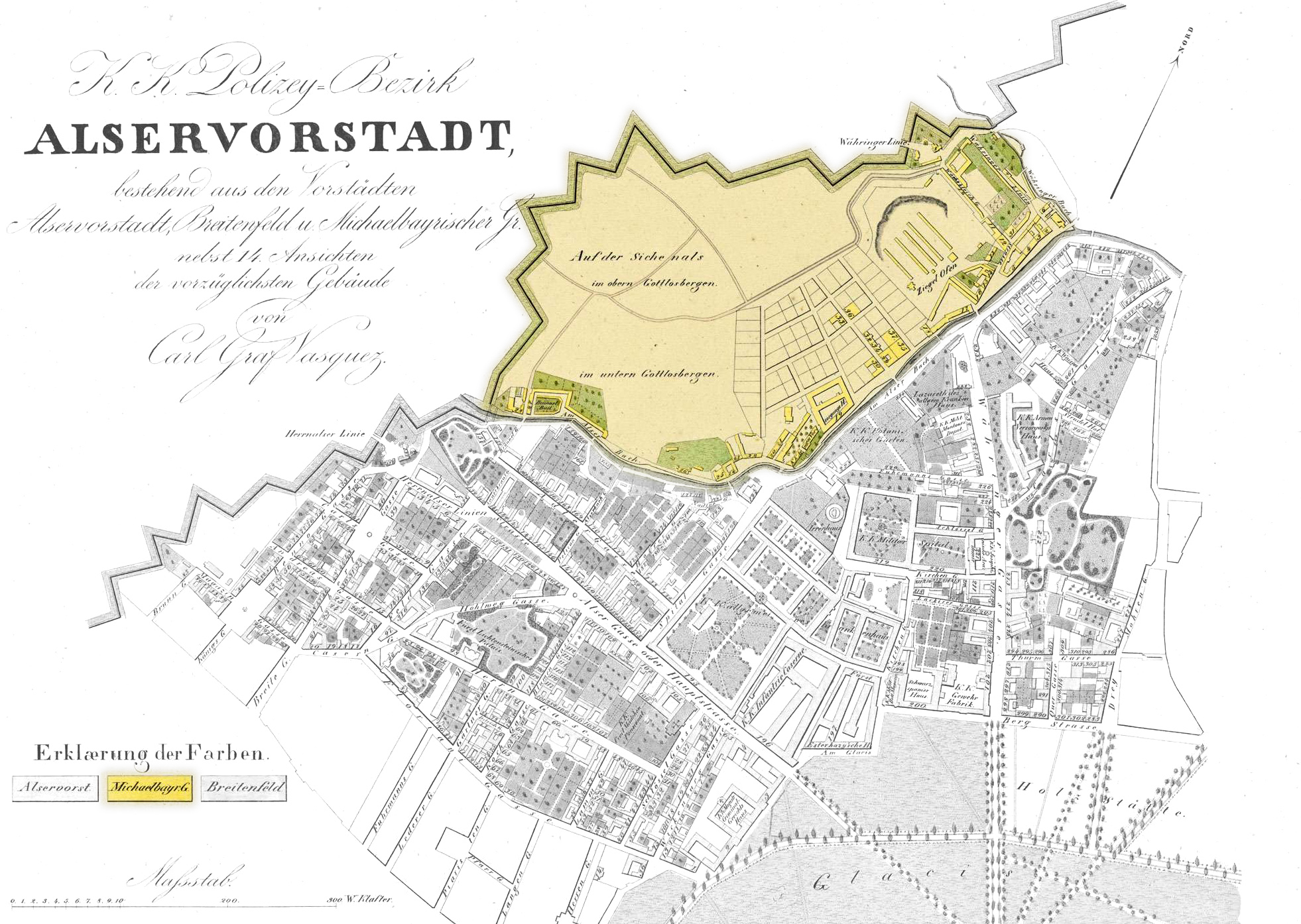
Michelbeuern um 1830

Die Bezeichnung Michelbeuern geht zurück auf die bei Salzburg gelegene Benediktinerabtei Michaelbeuern. Schon im Restitutionsbrief im Rahmen der Stiftsweihe 1072 finden die Besitzungen Erwähnung, die als ‚Hof zu Waring‘ bezeichnet werden. Diese erstreckten sich über einen weiten Teil des heutigen Bezirks Währing und umfassten Weingärten, Wiesen und Waldungen.
Durch die Errichtung des Linienwalls im Jahre 1704 (im Verlauf dem Wiener Gürtel entsprechend) wurde der stadteinwärts gelegene eigentliche Michelbeuern´sche Grund von Währing abgetrennt und zur Alservorstadt eingemeindet. Neben dem Linienwall markierten im Süden und Osten der Alserbach und im Norden der Währinger Bach die Begrenzungen des Gebiets.
In josephinischer Zeit (1786) erfolgte die Abtretung des Stiftsbesitzes an den Wiener Magistrat für 10.000 Gulden.
Bis zur Mitte des 19. Jahrhunderts bestand nur wenig Bebauung. Am Alserbach im Süden (die heutige Lazarettgasse) befand sich das Brünnlbad und die Brünnlmühle. Im Norden ist das k.k. Verzehrungssteuer-Linienamt Währing am Ort der heutigen Volksoper hervorzuheben, während im Mittelteil Ziegelgruben und -öfen angelegt wurden. Topographische Bezeichnungen in diesem Gebiet waren ‚Auf der Sichenals‘ und 'Im Oberen und Unteren Gottlosbergen' (auch als Gotzlosberg bezeichnet).
1836 erfolgte die Gründung der k.k. privilegierten Dampfmaschinenfabriks AG (Sigl’sche Maschinenfabrik, später Technologisches Gewerbemuseum und heute das Werkstätten- und Kulturhaus WUK beziehungsweise die HLMW9 Michelbeuern) in der Eisengasse (heute Wilhelm-Exner-Gasse). Schließlich wurde von Ferdinand Fellner 1848–1853 die niederösterreichische Landesirrenanstalt auf einer Anhöhe des Areals errichtet, die später als psychiatrisch-neurologische Universitätsklinik weitergeführt wurde. Das Gebäude hatte Bestand bis 1974, als es im Rahmen des Baus des Neuen Allgemeinen Krankenhauses abgetragen wurde.
In den 1890er Jahren erhielt Michelbeuern ferner eine gleichnamige Station an der Gürtellinie der Wiener Dampfstadtbahn, die jedoch nur als Güterbahnhof samt angeschlossener Markthalle diente. Erst die Wiener Elektrische Stadtbahn erhielt dort 1987 einen Personenhalt, heute wird die Station von der Linie U6 der Wiener U-Bahn eingehalten.